# 1900 Stafetten
1900 Stafetten er et årligt motionsløb i Marselisborgskovene ved Århus. Løbet, som har været afviklet siden 1976, har gennem de sidste mange år haft start og mål i Gåsehaven, hvorfra den yderst kuperede og krævende rute går gennem et afvekslende terræn. Løbet kaldes også Danmarks hårdeste stafetløb.
1900 Stafetten arrangeres af klubben Aarhus 1900, der også står bag Marselisløbet.

## Klasser
Den klassiske stafetdistance (Åbne klasse) er på 10 km, der kan løbes af blandede hold bestående af 5 mænd og kvinder. Til og med 2008 bestod holdene dog af 10 løbere. Der er med årene kommet andre klasser til, således at der nu også er en ren Kvindeklasse (5 x 10 km), en Seniorklasse (5 x 10 km), en Åben 6 km klasse (5 x 6 km) og en Børnestafet (3 x 2,5 km).
Klasserne starter på forskellige tidspunkter. Den Åbne klasse starter først (klokken 9.00 om morgenen), og alle løbere skal være i mål inden klokken 18.00.